# Castellonet de la Conquesta
Castellonet de la Conquesta là một đô thị ở comarca Safor cộng đồng Valencia, Tây Ban Nha. Đô thị này có diện tích 5,43 km², dân số thời điểm năm 2006 là 181 người.